# A Kajmán-szigetek az 1984. évi nyári olimpiai játékokon
A Kajmán-szigetek az egyesült államokbeli Los Angelesben megrendezett 1984. évi nyári olimpiai játékok egyik részt vevő nemzete volt. Az országot az olimpián 2 sportágban 8 sportoló képviselte, akik érmet nem szereztek.

## Kerékpározás

### Országúti kerékpározás
Férfi
| Versenyző                                          | Versenyszám     | Idő              | Helyezés      |
| -------------------------------------------------- | --------------- | ---------------- | ------------- |
| Craig Merren                                       | Mezőnyverseny   | nem ért célba    | nem ért célba |
| David Dibben                                       | Mezőnyverseny   | nem ért célba    | nem ért célba |
| Alfred Ebanks                                      | Mezőnyverseny   | nem ért célba    | nem ért célba |
| Aldyn Wint                                         | Mezőnyverseny   | nem ért célba    | nem ért célba |
| David Dibben Alfred Ebanks Craig Merren Aldyn Wint | Csapat időfutam | 2:22:49 (+24:21) | 22.           |

Női
| Versenyző        | Versenyszám   | Idő           | Helyezés      |
| ---------------- | ------------- | ------------- | ------------- |
| Merilyn Phillips | Mezőnyverseny | nem ért célba | nem ért célba |

### Pálya-kerékpározás
Sprintverseny
| Versenyző     | Versenyszám  | 1. forduló                                         | 1. forduló | Vigaszág                                      | Vigaszág | Döntő                                                 | Döntő | 2. forduló           | 2. forduló | Vigaszág             | Vigaszág | Nyolcaddöntő           | Nyolcaddöntő | Vigaszág               | Vigaszág | Döntő                | Döntő   | Negyeddöntő          | 5–8. helyért           | 5–8. helyért | Elődöntő             | Döntő                | Helyezés |
| Versenyző     | Versenyszám  | Ellenfelek Győztes idő                             | Hely       | Ellenfelek Győztes idő                        | Hely     | Ellenfelek Győztes idő                                | Hely  | Ellenfél Győztes idő | Hely       | Ellenfél Győztes idő | Hely     | Ellenfelek Győztes idő | Hely         | Ellenfelek Győztes idő | Hely     | Ellenfél Győztes idő | Hely    | Ellenfél Győztes idő | Ellenfelek Győztes idő | Hely         | Ellenfél Győztes idő | Ellenfél Győztes idő | Helyezés |
| ------------- | ------------ | -------------------------------------------------- | ---------- | --------------------------------------------- | -------- | ----------------------------------------------------- | ----- | -------------------- | ---------- | -------------------- | -------- | ---------------------- | ------------ | ---------------------- | -------- | -------------------- | ------- | -------------------- | ---------------------- | ------------ | -------------------- | -------------------- | -------- |
| Ernest Moodie | Férfi egyéni | Gerhard Scheller (FRG) · Ian Stanley (JAM) · 11,29 | 3.         | Gene Samuel (TRI) · Paulo Jamur (BRA) · 11,89 | 3.       | Charles Pile (BAR) · Deograves Asuncion (PHI) · 11,51 | 3.    | kiesett              | kiesett    | kiesett              | kiesett  | kiesett                | kiesett      | kiesett                | kiesett  | kiesett              | kiesett | kiesett              | kiesett                | kiesett      | kiesett              | kiesett              | kiesett  |

Időfutam
| Név           | Versenyszám  | Idő     | Helyezés |
| ------------- | ------------ | ------- | -------- |
| Ernest Moodie | Férfi egyéni | 1:16,91 | 24.      |

Pontverseny
| Név           | Versenyszám | Selejtező     | Selejtező     | Selejtező     | Döntő   | Döntő      | Döntő    |
| Név           | Versenyszám | Pont          | Körhátrány    | Hely.         | Pont    | Körhátrány | Helyezés |
| ------------- | ----------- | ------------- | ------------- | ------------- | ------- | ---------- | -------- |
| Ernest Moodie | Férfi       | nem ért célba | nem ért célba | nem ért célba | kiesett | kiesett    | kiesett  |

## Vitorlázás
Nyílt
| Versenyző                 | Versenyszám    | Futam | Futam | Futam | Futam | Futam | Futam | Futam  | Pontszám | Helyezés |
| Versenyző                 | Versenyszám    | 1     | 2     | 3     | 4     | 5     | 6     | 7      | Pontszám | Helyezés |
| ------------------------- | -------------- | ----- | ----- | ----- | ----- | ----- | ----- | ------ | -------- | -------- |
| Carson Ebanks John Bodden | 470-es osztály | 31,0  | 34,0  | 31,0  | 33,0  | 27,0  | 32,0  | (35,0) | 188,0    | 28.      |